# Burmavägen

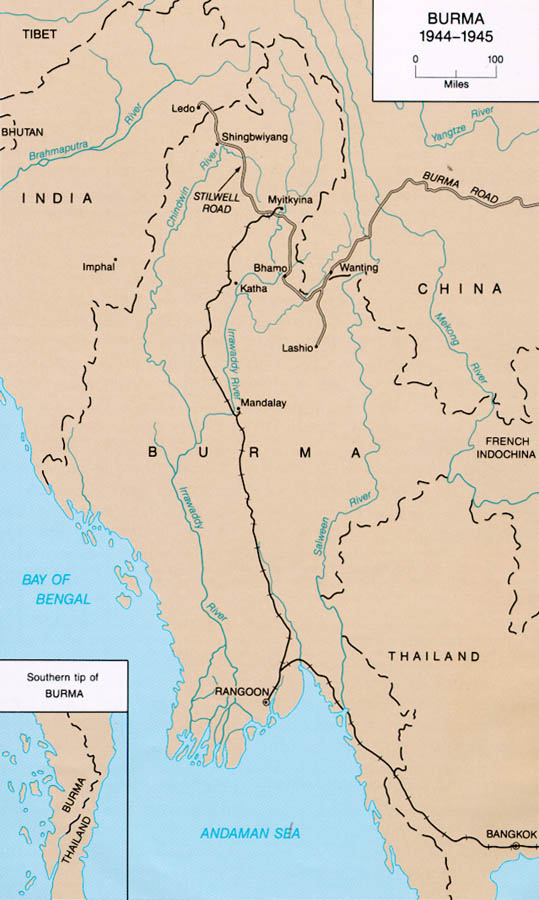
Burmavägen och Ledovägen kring år 1944-45.

Burmavägen är en strategiskt betydelsefull transportled mellan Kina och Myanmar, som i den kinesiska änden börjar i Kunming och avslutas i Lashio. Den byggdes åren 1937-39, då Burma fortfarande var en provins i Brittiska Indien.
Efter det andra kinesisk-japanska kriget brutit ut 1937 och Japan vid början på 1940-talet tagit över i stort sett alla Kinas kuststäder blev Burmavägen den enda fasta landförbindelsen mellan Kina och de allierade. När Japan ockuperade Burma 1942 skars även denna led av och Kina blev hänvisat till flygtransporter från Brittiska Indien. Under åren 1943-45 försökte kinesiska, brittiska och amerikanska styrkor befria Burmavägen från japansk ockupation i Burma-Yunnankampanjen. Den 3 augusti 1944 föll Myitkyina efter 78 dagars strid och i januari 1945 nådde de allierade, som byggde väg från den lilla staden Ledo i Assam allt eftersom de avancerade, Burmavägen vid Mu-se. De hade nu en ny transportled till Kunming: Ledovägen (senare kallad Stilwellvägen efter den amerikanske generalen Joseph Stilwell). Vid denna tid hade dock den huvudsakliga krigsskådeplatsen mellan de allierade och Japan flyttat till Stilla havet och Kina förlorat mycket av sin strategiska betydelse för kriget mot Japan.
Burmavägen är fortfarande en viktig transportled mellan Kina och Burma.